# Chen Lihua
Chen Lihua (chinês tradicional: 陳麗華, chinês simplificado: 陈丽华; Pequim, 1941), traduzido como Chan Laiwa em cantonês, é a fundadora e presidente do Fuwah International Group, uma das maiores incorporadoras de imóveis comerciais de Pequim. Em 2014, a Forbes a classificou como a décima chinesa mais rica do continente, a mulher mais rica da China e uma das 19 bilionárias do mundo que não herdaram seu status de bilionária. Em 2015, a empreendedora de telas sensíveis ao toque Zhou Qunfei ultrapassou Chen como a mulher mais rica da China.

## Início da vida
Chen Lihua nasceu em 1941 no Palácio de Verão de Pequim, na China. Ela é descendente de uma nobre família Manchu da dinastia Qing. Quando a dinastia Manchu Qing entrou em colapso, sua família perdeu suas propriedades e tornou-se pobre.

## Sair da pobreza
A pobreza forçou Chen a deixar o ensino médio e abrir seu próprio negócio de conserto de móveis. No início dos anos 1980, Chen mudou-se para Hong Kong e continuou seu negócio de compra e revenda de móveis. Seu negócio em Hong Kong teve sucesso o suficiente para que ela acumulasse dinheiro suficiente para comprar 12 vilas.
No final da década de 1980, ela voltou para Pequim para expandir seu negócio imobiliário. Ela fundou o Fuwah International Group no início dos anos 1990. Embora seu negócio predominante seja o imobiliário, a empresa também possui um portfólio diversificado nas áreas de agricultura, turismo, eletrônica, hotelaria e produção de arte em sândalo vermelho, etc.
Nos últimos anos, Chen transferiu o gerenciamento diário de seus empreendimentos para o filho, preferindo se concentrar em seu museu.

## Contribuições culturais e filantropia
Ela fundou o China Red Sandalwood Museum em 1999, onde investiu 20 bilhões de yuans. O museu cobre uma área de 25.000 metros quadrados. Ela atribuiu seu amor pelo sândalo vermelho desde a infância que passou no Palácio de Verão, onde os móveis são feitos de madeira. Ela também doou obras de sândalo para museus de todo o mundo.
Chen também é conhecida por sua responsabilidade social e filantropia. Fu Wah doou 130 milhões de yuans para ajuda humanitária em 2005 e 265 milhões de yuans em 2004.

## Vida pessoal
Chen é casada com o ator chinês Chi Zhongrui. Ela tem um filho e duas filhas. Ela agora mora em seu Chinese Red Sandalwood Museum.